# Scott Law
Pour les articles homonymes, voir Law.
Scott Law (né le 9 mars 1991 à Blacktown) est un coureur cycliste australien, évoluant sur route et sur piste. 

## Palmarès sur route

### Par année
- 2010
  - 4e étape du Tour du Gippsland
  - 5e étape du Tour of the Murray River
- 2011
  - 1re étape du Tour de Geelong
  - Sydney Christmas Carnival :
    - Classement général
    - 1re, 3e et 5e étapes
- 2012
  -  Champion d'Australie du critérium espoirs
- 2013
  - 4e étape du Tour de Perth
  - 5e étape de la Battle on the Border
- 2014
  - 4e étape de la Battle on the Border
  - 1re étape du Tour du Gippsland
- 2016
  - 2e étape du Tulsa Tough
  - 5e et 7e étapes du Tour of America's Dairyland
  - 2e étape du Tour de Delta
  - 3e étape du Tour of the King Valley
  - 1re et 5e étapes du Tour du Gippsland
  - 2e du Tulsa Tough
- 2017
  - Tulsa Tough :
    - Classement général
    - 1re étape

  - 2e du Dana Point Grand Prix
  - 2e du Gastown Grand Prix
  - 3e de la Delta Road Race
- 2018
  - 1re étape de La Primavera at Lago Vista
  - Dana Point Grand Prix
  - 3e étape du Tulsa Tough
  - 2e du Tulsa Tough
  - 3e de la Harlem Skyscraper Classic

### Classements mondiaux
| Année            | 2011 | 2012 | 2013 | 2014 | 2015 | 2016 | 2017 |
| ---------------- | ---- | ---- | ---- | ---- | ---- | ---- | ---- |
| UCI Oceania Tour | 31e  |      |      |      |      |      |      |
| UCI Asia Tour    |      |      |      |      | 198e |      |      |
| UCI America Tour |      |      |      |      |      | 420e | 166e |

## Palmarès sur piste

### Championnats du monde
- Saint-Quentin-en-Yvelines 2015
  - 7e de la course aux points
  - 12e du scratch

### Coupe du monde
- 2014-2015
  - 1er de la poursuite par équipes à Cali (avec Joshua Harrison, Jackson Law et Tirian McManus)
  - 2e de l'omnium à Londres

### Championnats du monde juniors
- Le Cap 2008
  -  Médaillé d'argent de la vitesse par équipes juniors
  -  Médaillé de bronze du kilomètre juniors

### Championnats d'Océanie
- 2007
  -  Médaillé de bronze de l'omnium juniors
  -  Médaillé de bronze du keirin juniors
- 2011
  -  Médaillé d'argent de la poursuite par équipes
  -  Médaillé d'argent de l'américaine

### Championnats d'Australie
| - 2008 - Champion d'Australie de vitesse par équipes juniors - Champion d'Australie du kilomètre juniors - Champion d'Australie du scratch juniors - 2010 - Champion d'Australie du scratch - 2011 - Champion d'Australie de l'omnium - Champion d'Australie du scratch | - 2014 - Champion d'Australie du scratch - 2015 - Champion d'Australie de l'omnium - Champion d'Australie du scratch |